# Стара планина (стандарт)
 Тази статия е за Стара планина (стандарт).  За други значения на Стара планина вижте Стара планина (пояснение).  
Стара планина се нарича утвърден от Министерството на земеделието и храните стандарт за производство на месни продукти от свинско, говеждо и птиче месо. Стандартът е доброволен за производителите на месни продукти. Технологичните изисквания за производството на продуктите са разработени от Експертен съвет по безопасност на храните, Асоциацията на месопреработвателите в България и технолози по месопреработка. В Стандарта Стара планина са описани задължителните здравно-хигиенни показатели и норми, технологията на производство, опаковане, етикетиране и пакетиране и изискванията за транспорт и съхранение, методите за вземане на проби и методите за изпитване.
„Стара планина“ влиза в сила от 2 август 2010 г. в сила с девет утвърдени стандарта:
- Утвърден стандарт за месни заготовки за кайма „Стара планина“
- Утвърден стандарт месни заготовки – кюфтета и кебапчета „Стара планина“
- Утвърден стандарт – месни заготовки – сурова наденица и карначета „Стара планина“
- Утвърден стандарт – варени и варено-пушени малотрайни колбаси „Стара планина“
- Утвърден стандарт – траен варено-пушен салам „Стара планина“
- Утвърден стандарт – месна заготовка кайма от птиче месо „Стара планина“
- Утвърден стандарт – кебапчета и кюфтета от птиче месо „Стара планина“
- Утвърден стандарт – месни заготовки сурова наденица и карначета от птиче месо „Стара планина“
- Утвърден стандарт – варени и варено-пушени колбаси от птиче месо „Стара планина“

Произведените продукти не трябва да съдържат соя, картофено нишесте, фибри или механично обезкостено месо. Носят специален зелен етикет с изобразени три стилизирани хълма с бял, зелен и червен цвят.